# آرثر سميث (موظف مدني)
آرثر سميث (بالإنجليزية: Arthur Smith)‏ هو موظف مدني أسترالي، ولد في 22 يناير 1893 في ملبورن في أستراليا، وتوفي في 9 فبراير 1971 في Darlinghurst ‏ في أستراليا.